# Marathon van Seoel 2013
De marathon van Seoel 2013 werd gelopen op zondag 17 maart 2013. Het was de 84e editie van deze marathon.
De Keniaan Franklin Chepkwony finishte bij de mannen als eerste in 2:06.59. Zijn landgenote Flomena Chepchirchir zegevierde bij de vrouwen in 2:59.43. Het was de eerste keer in de geschiedenis van de marathon van Seoel dat zowel bij de mannen als bij de vrouwen de overwinning naar Kenia ging.

## Uitslagen

### Mannen
| rang   | naam                | land | tijd    |
| ------ | ------------------- | ---- | ------- |
| Goud   | Frankline Chepkwony | KEN  | 2:06.59 |
| Zilver | Dechase Leche       | ETH  | 2:07.11 |
| Brons  | Tola Seboka         | ETH  | 2:07.26 |
| 4      | Yuki Kawauchi       | JPN  | 2:08.14 |
| 5      | Josephat Keiyo      | KEN  | 2:09.44 |
| 6      | Elijah Keitany      | KEN  | 2:09.53 |
| 7      | Daniel Kipkorir     | UGA  | 2:09.58 |
| 8      | John Kiprotich      | KEN  | 2:10.08 |
| 9      | Alfred Kering       | KEN  | 2:10.23 |
| 10     | Mulugeta Wami       | ETH  | 2:10.40 |
| 11     | Afework Mesfin      | ETH  | 2:10.55 |
| 12     | Solonei Rocha       | BRA  | 2:12.48 |
| 13     | Ji-Hoon Seong       | KOR  | 2:12.53 |
| 14     | David Tarus         | KEN  | 2:13.21 |
| 15     | Young-Jin Kim       | KOR  | 2:13.49 |
| 16     | Jin-Wook Oh         | KOR  | 2:14.09 |
| 17     | Eliud Kiptanui      | KEN  | 2:15.10 |
| 18     | Faustin Mussa       | TAN  | 2:16.09 |
| 19     | Ju-Young Park       | KOR  | 2:16.24 |
| 20     | Young-Sul Kwon      | KOR  | 2:16.50 |
| 21     | Young-Wook Lee      | KOR  | 2:16.58 |
| 22     | Sun-Kwon Jang       | KOR  | 2:17.54 |
| 23     | Sung-Ha Kim         | KOR  | 2:18.02 |
| 24     | Kimosop Kiprono     | KEN  | 2:18.45 |
| 25     | Charles Munyeki     | KEN  | 2:19.45 |

### Vrouwen
| rang   | naam                  | land | tijd    |
| ------ | --------------------- | ---- | ------- |
| Goud   | Filomena Chepchirchir | KEN  | 2:25.43 |
| Zilver | Emebet Bedada         | ETH  | 2:25.53 |
| Brons  | Yeshimebet Tadesse    | ETH  | 2:26.17 |
| 4      | Seong-Eun Kim         | KOR  | 2:27.20 |
| 5      | Lydia Rutto           | KEN  | 2:28.22 |
| 6      | Askanech Mengitsu     | ETH  | 2:31.55 |
| 7      | Yevgenia Danilova     | RUS  | 2:32.27 |
| 8      | Sun-Ae Kim            | KOR  | 2:36.41 |
| 9      | Bo-Ra Choi            | KOR  | 2:36.58 |
| 10     | Sook-Jeong Lee        | KOR  | 2:37.21 |
| 11     | Hyung-Sun Jung        | KOR  | 2:38.35 |
| 12     | Jin-Sook Change       | KOR  | 2:38.44 |
| 13     | Yeon-Jin Lee          | KOR  | 2:41.59 |
| 14     | Kyong-Sun Choi        | KOR  | 2:46.02 |
| 15     | Mi-Hee Nam            | KOR  | 2:46.18 |
| 16     | Yoko Nakashima        | JPN  | 2:48.12 |

1964 ·
1965 ·
1966 ·
1967 ·
1968 ·
1969 ·
1970 ·
1971 ·
1972 ·
1973 ·
1974 ·
1975 ·
1976 ·
1977 ·
1978 ·
1979 ·
1980 ·
1981 ·
1982 ·
1983 ·
1984 ·
1985 ·
1986 ·
1987 ·
1988 ·
1989 ·
1990 ·
1991 ·
1992 ·
1993 ·
1994 ·
1995 ·
1996 ·
1997 ·
1998 ·
1999 ·
2000 ·
2001 ·
2002 ·
2003 ·
2004 ·
2005 ·
2006 ·
2007 ·
2008 ·
2009 ·
2010 ·
2011 · 
2012 · 
2013 · 
2014 · 
2015 · 
2016 ·  
2017